# Aranuka
Aranuka (también conocido como Henderville, Nonouki o Starbuck) es un atolón de Kiribati ubicado justo al norte de la línea ecuatorial, en el archipiélago de las islas Gilbert. Cubre un área de 15,5 kilómetros cuadrados y tiene una población de 852 habitantes.

## Geografía
El atolón tiene una forma triangular, formada principalmente por dos grandes islas, inusualmente grandes para un atolón de este tamaño. La isla más grande es Buariki, la cual crea la "base" del triángulo, y la más pequeña es Takaeang, que forma la punta superior. Estas islas están conectadas por un gran banco de arena en la parte norte, y por un arrecife submarino en la parte sur, la que también tiene un estrecho pasaje hacia la laguna en el centro de la isla.
También se encuentra una pista de aterrizaje al norte de Buariki.